# Nazionale maschile di pallacanestro del Ciad
La nazionale di pallacanestro del Ciad è la rappresentativa cestistica del Ciad ed è posta sotto l'egida della Fédération Tchadienne de Basketball.

## Piazzamenti

### Campionati africani
- 2011 - 15°

## Formazioni

### Campionati africani
Campionato africano maschile di pallacanestro 20114 Noubaramadji, 5 Mbairessem, 6 Mickael, 7 Mbaindiguim, 8 Ngarasde, 9 Ngadi, 10 Moguena, 11 Nato Kolmia, 12 Makka, 13 Ousmane, 14 Djimassal, 15 Mbaiarsi,        All. -

### AfroCan
FIBA AfroCan 20194 Eldjimbaye Djedouboum, 5 Mamadjibeye, 6 Ndilngar, 7 Allah-Asra, 8 Alain Noubaramadje, 9 Djimassal, 10 Moguena, 11 Koibe, 12 Ndoumangar, 13 Nakidjim, 14 Ndeta, 15 Nato Kolmia,        All. Abdoulaye Nodjimadji